# Diana Duarte
Diana Duarte Alecrim (ur. 22 lutego 1999 w Barueri) – brazylijska siatkarka, reprezentantka kraju, grająca na pozycji środkowej.

## Sukcesy reprezentacyjne
Mistrzostwa Ameryki Południowej Juniorek:
- 2016[5]

Igrzyska Panamerykańskie Juniorek:
- 2021[6]

Liga Narodów:
- 2022[7], 2025[8]

Mistrzostwa Ameryki Południowej:
- 2023[9]

Igrzyska Olimpijskie:
- 2024[10]

## Udział siatkarki w międzynarodowych turniejach w reprezentacji Brazylii
| Turniej                     | Miejsce     | Rok  |
| --------------------------- | ----------- | ---- |
| Mistrzostwa Świata Kadetek  | 11. miejsce | 2015 |
| Mistrzostwa Świata Juniorek | 5. miejsce  | 2017 |
| Letnia Uniwersjada          | 6. miejsce  | 2019 |
| Liga Narodów                | 5. miejsce  | 2023 |

## Nagrody indywidualne
- 2016: Najlepsza środkowa Mistrzostw Ameryki Południowej Juniorek[13]
- 2021: MVP Igrzysk Panamerykańskich Juniorek[14]